# Alsophila murinaria
Alsophila murinaria là một loài bướm đêm trong họ Geometridae.